# Miguel Sánchez-Migallón
Miguel Sánchez-Migallón, född 8 februari 1995, är en spansk handbollsspelare som spelar för SL Benfica och det spanska landslaget. Han är högerhänt och spelar som både vänstersexa och vänsternia.